# 14 Wielkopolska Dywizja Piechoty

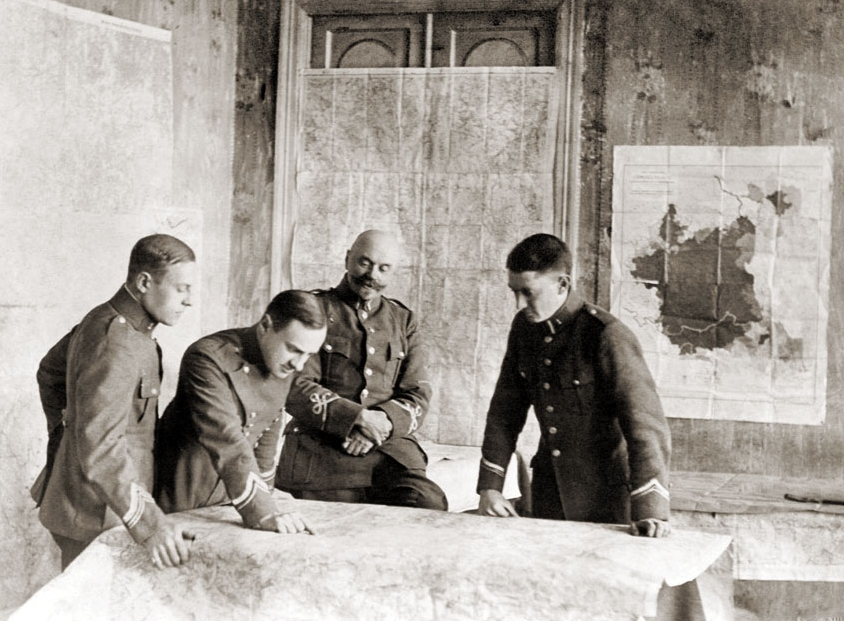
Gen. Daniel Konarzewski i sztab 14 Wielkopolskiej Dywizji Piechoty. Wojna polsko-bolszewicka 1920

14 Wielkopolska Dywizja Piechoty (14 DP) – wielka jednostka piechoty Armii Wielkopolskiej i Wojska Polskiego II RP.
W okresie międzywojennym dowództwo 14 DP stacjonowało w Poznaniu. W jej skład w 1923 wchodziły: 55 pp, 57 pp i 58 pułk piechoty.

W czasie kampanii wrześniowej dywizja walczyła w składzie Armii „Poznań”. Jej 55 pułk piechoty walczył pod Lesznem, Rawiczem i organizował wypad na Wschowę. Potem weszła w ramach GO gen. Knolla i całością sił wzięła udział w bitwie nad Bzurą. Działała na kierunku Piątka, a w następnych dniach ścigała nieprzyjaciela aż do Koźla, Ossy i Pludwiny. Po wycofaniu za Bzurę uderzała na południe od Sochaczewa, została częściowo rozbita pod Emilianowem i Wiciami. Części dywizji brały udział w obronie Warszawy.

## Formowanie dywizji
14 Dywizja Piechoty została zorganizowana w styczniu 1919 w składzie Wojsk Wielkopolskich.
Formowanie dowództwa i sztabu
Dowództwo i sztab 1 Dywizji Strzelców Wielkopolskich powołano rozkazem dziennym Dowództwa Głównego Frontu Wielkopolskiego nr 17 z 22 stycznia 1919. Dowódcą dywizji wyznaczony został gen. por. Filip Stanisław Dubiski, a tymczasowym szefem sztabu kpt. Jasiński. Rozkaz ten podporządkowywał dowódcy dywizji nowo tworzony 1 pułk Strzelców Wielkopolskich płk. Daniela Konarzewskiego. Utworzone powyższym rozkazem dowództwo dywizji wydało już 23 stycznia swój pierwszy rozkaz dzienny. Faktycznie obowiązki szefa sztabu pełnił ppor. Prusinowski. Siedzibą sztabu były koszary byłego niemieckiego pułku grenadierów w Poznaniu.

Obsada dowództwa i sztabu w marcu 1919:
- dowódca dywizji – gen. por. Dubiski
- szef sztabu – ppor. Prusinowski
- I adiutant – por. Szystowski
- II adiutant – ppor. Rogowski
- oficer ordynansowy – ppor. Bieniak
- komendant kwatery – ppor. Brodowski
- lekarz dywizyjny – płk. lek. dr. Wilczewski

Formowanie oddziałów dywizji
19 stycznia 1919 w Poznaniu płk. Daniel Konarzewski przystąpił do formowania 1 pułk Strzelców Wielkopolskich.
14 lutego 1919 w Biedrusku płk Arnold Szylling przystępuje do organizowania 3 pułku Strzelców Wielkopolskich.
16 marca 1919 z dwunastu kompanii Grupy Zachodniej pod dowództwem ppor. Antoniego Nieboraka utworzono 2 pułk Strzelców Wielkopolskich.
6 marca 1919 w Gnieźnie płk Oskar Brezany rozpoczął formowanie 4 pułku Strzelców Wielkopolskich.
1 kwietnia 1919 utworzono II batalion telegrafistów wielkopolskich, a w jego składzie, 10 kwietnia 1919 r. 1 kompanię telegrafistów, we wrześniu 1919 przemianowaną na 14 kompanię telegrafistów.
23 kwietnia 1919 roku przystąpiono do organizacji 2 batalionu Saperów Wielkopolskich.
28 maja 1919 w Wągrowcu ppłk Lucjan Kędzierski rozpoczął organizować 3 pułk artylerii polowej Wielkopolskiej. Pułk utworzono z połączenia II dywizjonu 1 pułku artylerii polowej Wielkopolskiej i II dywizjonu 2 pułku artylerii polowej Wielkopolskiej. W lipcu 1919 w Biedrusku sformowano III dywizjon. W sierpniu 1919 po wyjeździe pułku na front litewsko-białoruski utworzono baterię zapasową. Zadaniem baterii było szkolenie rezerw i uzupełnianie nimi pułku walczącego na froncie. Na bazie baterii zorganizowano nowe pododdziały: 10 baterię, IV dywizjon i II dywizjon 214 pułku artylerii polowej. Po zakończeniu działań wojennych IV/14 pap włączono do 30 pułku artylerii polowej, a II/214 pap stał się zalążkiem 23 pułku artylerii polowej. 8 sierpnia 1919 pod Zasławiem ppłk Kędzierski zostaje śmiertelnie ranny.
7 września 1919 I dywizjon 1 pułku artylerii ciężkiej Wielkopolskiej, przemianowany na 14 dywizjon artylerii ciężkiej Wielkopolskiej wyjechał na front litewsko-białoruski, gdzie wszedł w skład grupy płk. Jaźwińskiego i uczestniczył w walkach o Połock. 19 października 1919 dywizjon został podporządkowany dowódcy 14 DP.
Włączenie dywizji w struktury jednolitego Wojska Polskiego
10 grudnia 1919 1 Dywizja Strzelców Wielkopolskich została przemianowana na 14 Dywizję Piechoty. W jej skład weszły 55., 56., 57. i 58 pułk piechoty. Podporządkowane jednostki zorganizowano odpowiednio na:
- I Brygada Strzelców Wielkopolskich – XXVII Brygada Piechoty
  - dowódca brygady – gen. ppor. Michał Milewski (10 XII 1919 – 22 VIII 1921)
  - 1 pułk Strzelców Wielkopolskich – 55 pułk Piechoty Wielkopolskiej
  - 2 pułk Strzelców Wielkopolskich –– 56 pułk Piechoty Wielkopolskiej

- II Brygada Strzelców Wielkopolskich – XXVIII Brygada Piechoty
  - dowódca brygady – gen. ppor. Władysław Pobojewski (10 XII 1919 – 16 IX 1920), ppłk Arnold Szylling (16–17 IX 1920), a po jego śmierci – wz. gen. ppor. Michał Milewski
  - 3 pułk Strzelców Wielkopolskich – 57 pułk Piechoty Wielkopolskiej
  - 4 pułk Strzelców Wielkopolskich – 58 pułk piechoty Wielkopolskiej

- I Brygada Artylerii Wielkopolskiej – XIV Brygada Artylerii
  - 3 pułk artylerii polowej Wielkopolskiej – 14 pułk artylerii polowej wielkopolskiej
  - I dywizjon 1 pułku artylerii ciężkiej wielkopolskiej – 14 pułk artylerii ciężkiej wielkopolskiej (następnie przemianowany na 14 dywizjon artylerii ciężkiej wielkopolskiej)

- 2 batalion saperów wielkopolskich – 14 batalion saperów wielkopolskich
- 14 kompania telegrafistów dywizyjna

W styczniu 1920 55 pułk Piechoty Wielkopolskiej został przemianowany na 55 Poznański pułk piechoty.
6 grudnia 1920 na polach pod Zelwą Józef Piłsudski udekorował sztandary pułków piechoty 14 DP i trąbkę honorową pułku artylerii polowej Krzyżem Srebrnym Orderu Wojennego VM.

## Dywizja w okresie pokoju

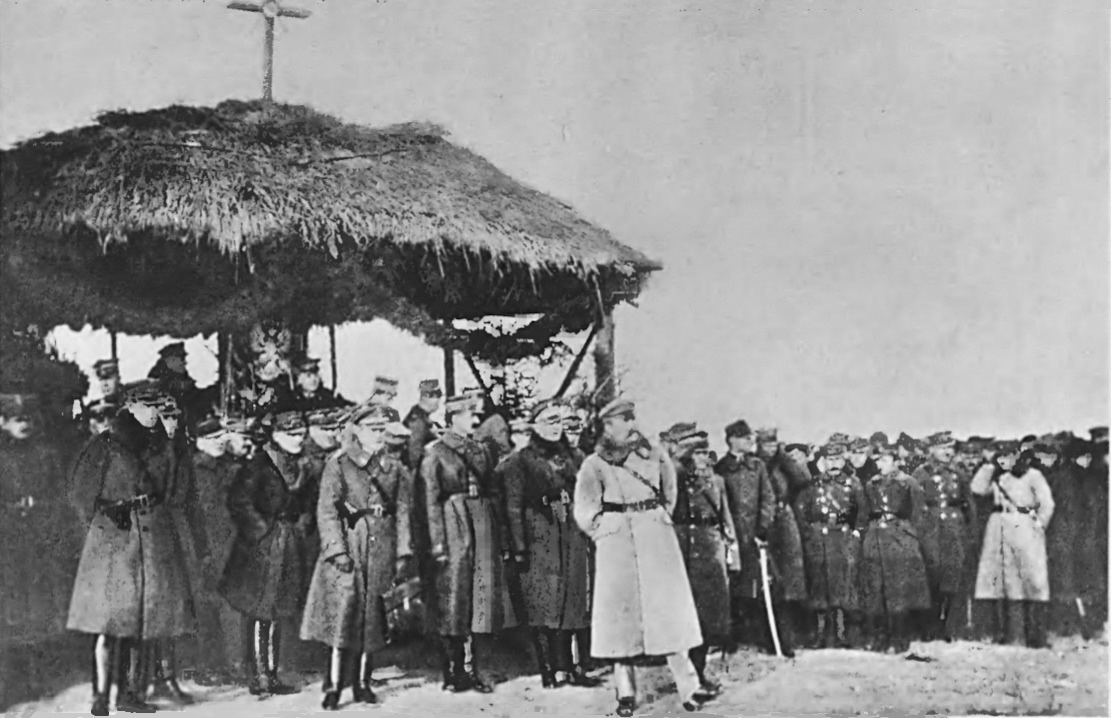
Naczelny Wódz Józef Piłsudski przemawia przed dekoracją chorągwi 55 pp Krzyżem Srebrnym Orderu Virtuti Militari; Zelwa, 6 grudnia 1920

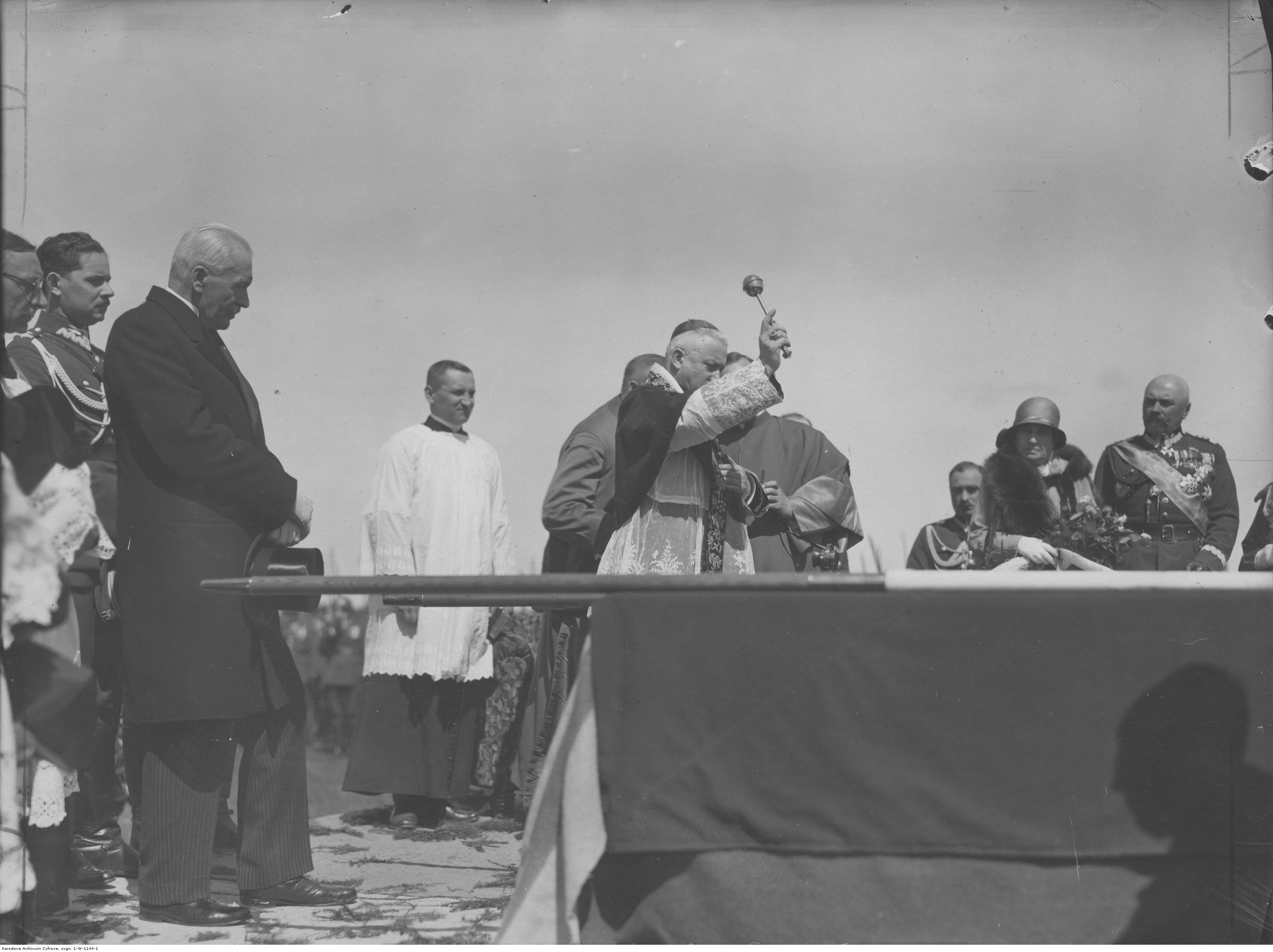
Święto 14 DP w Biedrusku – prymas August Hlond dokonuje poświęcenia sztandarów – z lewej prezydent RP Ignacy Mościcki; maj 1929

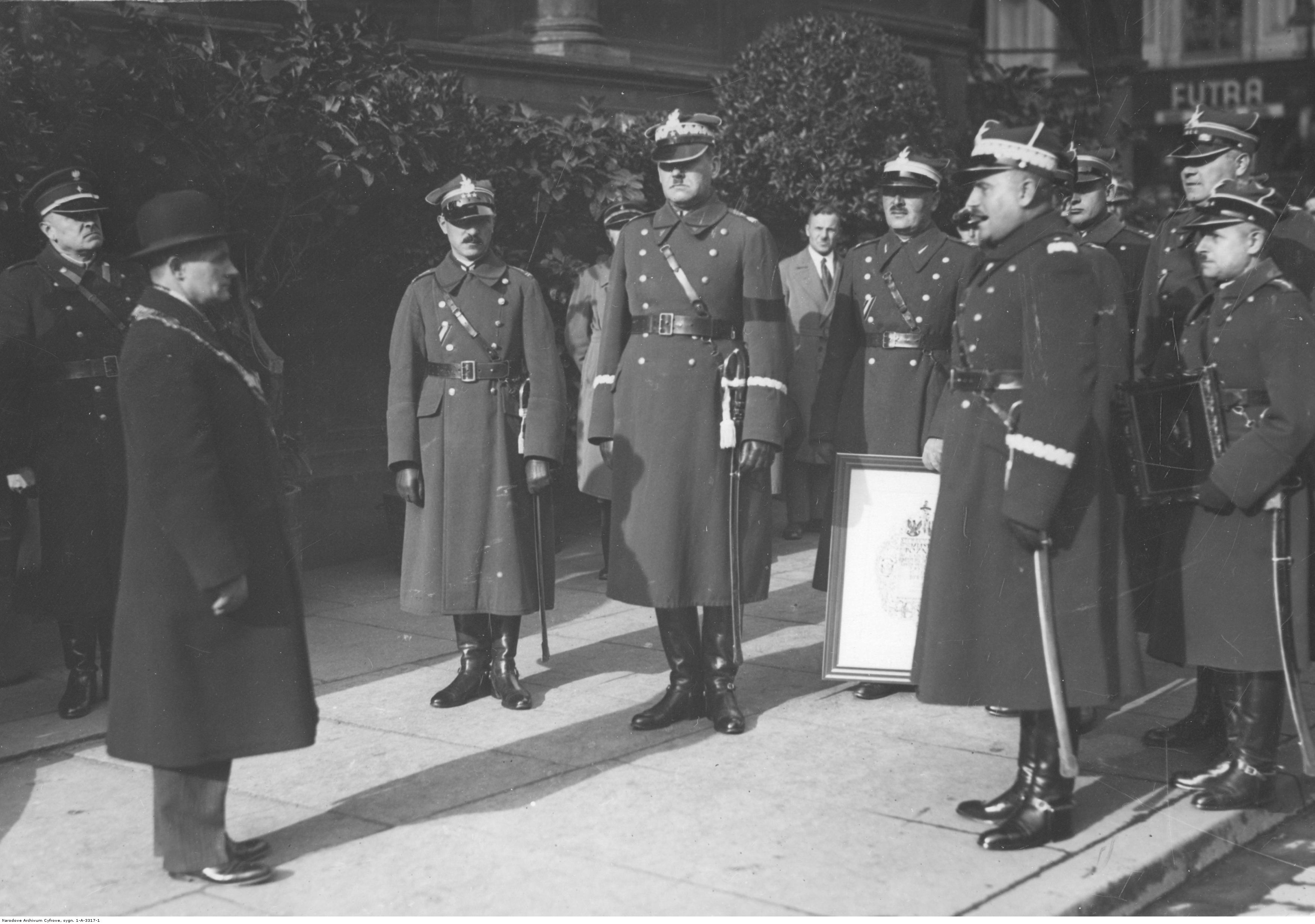
Wręczenie Poznaniowi odznaki honorowej 14 Wielkopolskiej Dywizji Piechoty z okazji jej 15-lecia; 1934 r.

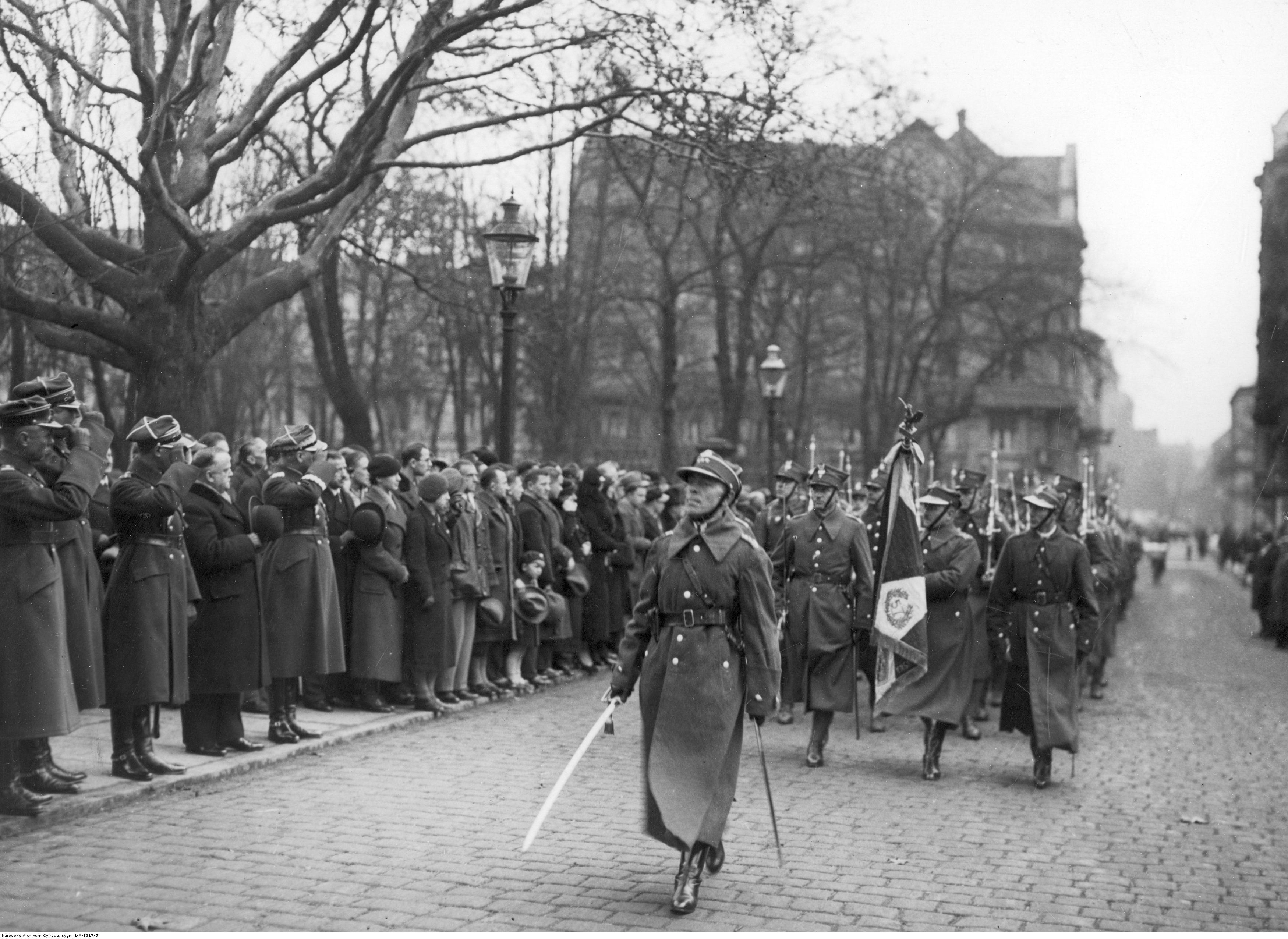
Wręczenie Poznaniowi odznaki honorowej 14 DP – przemarsz wojska

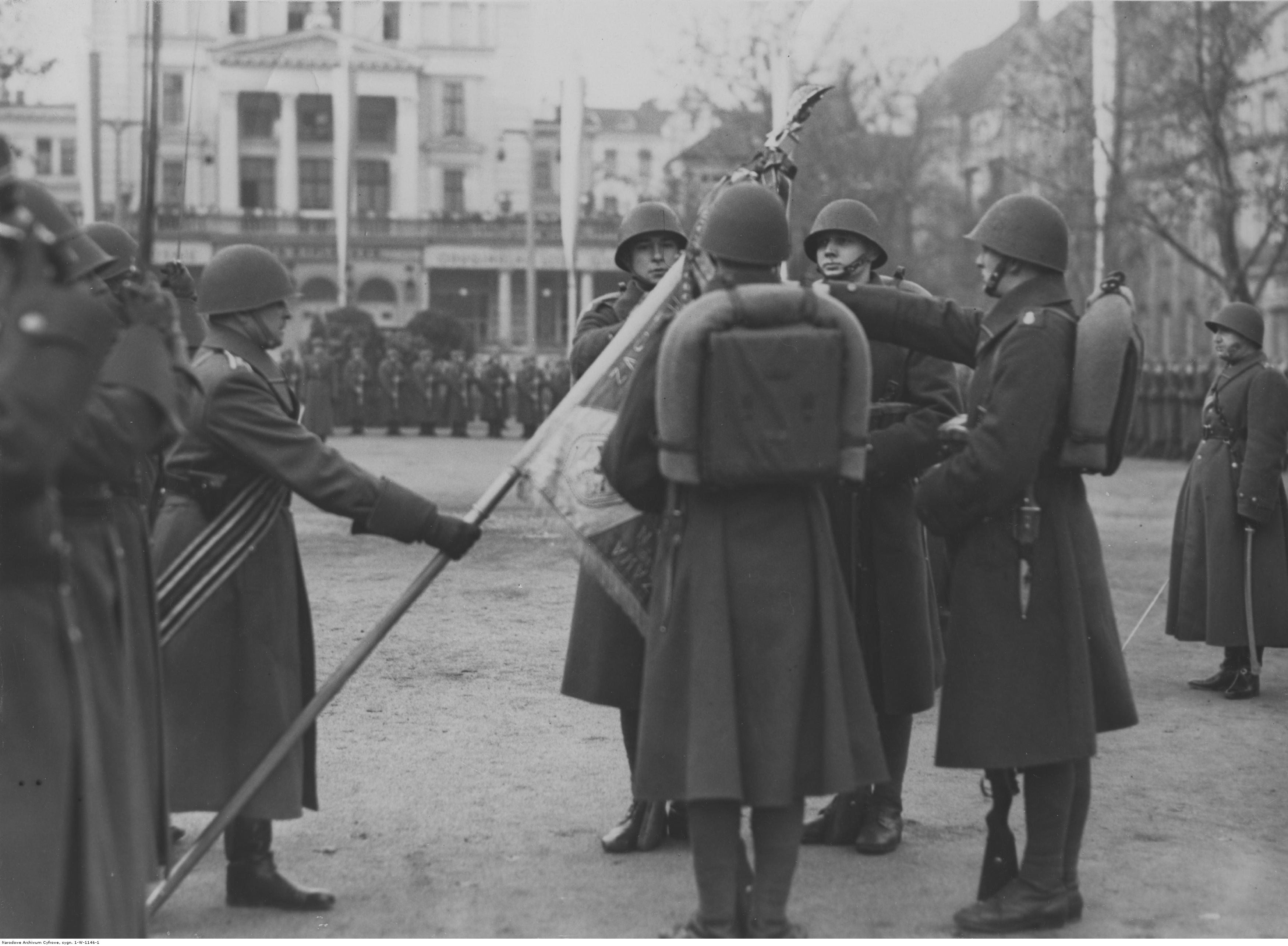
Przysięga podchorążych rezerwy 14 DP na chorągiew pułku króla Rumunii Karola II

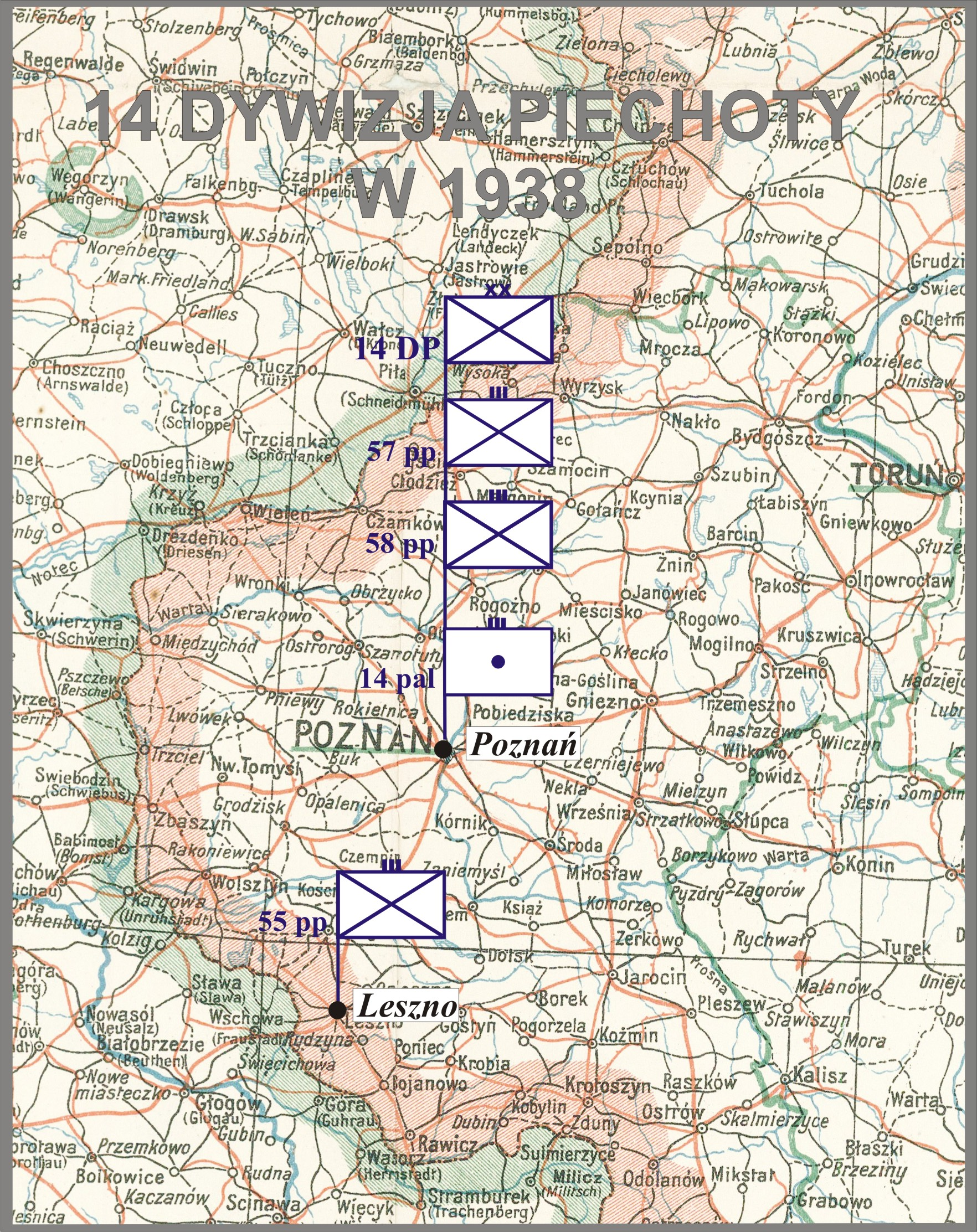
14 DP w 1938

Po zakończeniu wojny polsko-rosyjskiej przystąpiono do demobilizacji i przeformowania z etatów wojennych na pokojowe. Równocześnie dokonano zmian w dyslokacji i składzie wielkich jednostek piechoty. Liczbę dywizji zwiększono do 30. Zlikwidowano brygady piechoty i artylerii oraz dywizyjne pododdziały broni i służb. W nowej (pokojowej) strukturze każda dywizja posiadała 3 pułki piechoty i jeden pułk artylerii polowej. W związku z powyższym ze składu 14 DP wyłączono 56 pułk Piechoty Wielkopolskiej i podporządkowano go dowódcy 25 DP. Dowództwo 14 DP mieściło się przy ul. Święty Marcin 42 w Poznaniu w poniemieckim gmachu Królewskiej Intendentury i Administracji Garnizonu, wzniesionym w latach 1843–1847.
24 grudnia 1920 55 Poznański pułk piechoty powrócił do Krotoszyna.
2 sierpnia 1921 14 batalion Saperów Wielkopolskich został wcielony do 7 pułku saperów.
W sierpniu 1921 zlikwidowano 14 kompanię telegrafistów, a na jej bazie utworzono 5 kompanię VII batalionu 3 pułku łączności.
23 października 1921 55 Poznański pułk piechoty przybył z Krotoszyna do Leszna i Rawicza (III batalion).
2 listopada 1921 14 dywizjon artylerii ciężkiej wielkopolskiej został wcielony do 7 pułku artylerii ciężkiej stacjonującego w Poznaniu na Sołaczu jako I dywizjon. 26 stycznia 1923 I/7 pac został odznaczony Krzyżem Srebrnym Orderu Wojennego VM.
Ustalony w 1921 skład dywizji nie uległ zasadniczym zmianom do 1939 roku.
- Dowództwo 14 Dywizji Piechoty w Poznaniu[8]
- 55 Poznański pułk piechoty w Lesznie
- 57 pułk Piechoty Wielkopolskiej w Poznaniu
- 58 pułk Piechoty Wielkopolskiej w Poznaniu
- 14 pułk artylerii polowej Wielkopolskiej w Poznaniu.

W latach 1921–1926 14 DP była podporządkowana pod każdym względem dowódcy Okręgu Korpusu nr VII w Poznaniu, który w czasie wojny przewidziany był na dowódcę armii. W latach 1926–1939 uprawnienia dowódcy okręgu zostały ograniczone do spraw związanych z dyscypliną i bezpieczeństwem, mobilizacją oraz administrowaniem rezerwami ludzkimi i zwierząt, zaopatrywaniem i administrowaniem zasobami materiałowymi. W tym samym okresie kontrolę wyszkolenia dywizji powierzono inspektorom armii, gen. dyw. Gustawowi Orlicz-Dreszerowi, a od 1936 gen. bryg. Tadeuszowi Kutrzebie (do czasu awansu do stopnia generała dywizji występował jako generał do prac przy GISZ).
W maju 1926 57 pp pod dowództwem ppłk. Wincentego Rutkiewicza i 58 pp pod dowództwem ppłk. Lucjana Ruszczewskiego, liczące łącznie 1032 żołnierzy (52 oficerów, 5 chorążych, 173 podoficerów i 807 szeregowych) wzięły czynny udział w walkach w Warszawie. Zginęło wówczas 7 podoficerów i 10 szeregowych z obu pułków, a rannych zostało 9 oficerów oraz 102 podoficerów i szeregowców.
W założeniach planu operacyjnego „Wschód” 14 DP wraz z innymi jednostkami stacjonującymi na terenie OK nr VII stanowiła odwód główny Naczelnego Wodza.
31 grudnia 1931 poznański pułk artylerii polowej został przemianowany na 14 pułk artylerii lekkiej. 20 października 1932 w Poznaniu została utworzona kompania telegraficzna 14 DP (w 1937 przeformowana w kompanię łączności 14 Dywizji Piechoty).
W dniach 25 i 26 sierpnia 1934 roku na terenie obozu ćwiczeń w Biedrusku miały się odbyć uroczystości XV lecia dywizji, jednakże święto to zostało odwołane. Korpus oficerski 14 DP zebrane fundusze przeznaczył na pomoc powodzianom w Małopolsce.
W grudniu 1936 przy 15 pułku ułanów poznańskich zorganizowano Rejon Przysposobienia Wojskowego Konnego („Krakusów”), jako jednostkę mobilizującą szwadron kawalerii dywizyjnej nr 14 dla 14 DP. Komendantem rejonu został rtm. Mieczysław Żniński. W styczniu 1938 na ewidencji Rejonu PWK pozostawało 148 przedpoborowych i 56 rezerwistów z powiatów jarocińskiego, poznańskiego, śremskiego i średzkiego. W marcu 1938 komenda rejonu została wyposażona w samochód Fiat 508 III/W Łazik. 1 kwietnia 1939 komenda została przemianowana na Komendę Rejonu PWK („Krakusów”) przy 14 DP i włączona do etatu dowództwa dywizji.
28 czerwca 1937 r., w czasie wizyty w Polsce, Król Rumunii Karol II objął honorowe szefostwo 57 pp. Od tego dnia pułk nosił nazwę 57 Pułk Piechoty Wielkopolskiej Karola II Króla Rumunii.
Nieoficjalnym patronem 58 pp był Bolesław Chrobry stąd często posługiwano się nazwą – 58 pułk piechoty wielkopolskiej Króla Bolesława Chrobrego.
23 marca 1939 r. Generalny Inspektor Sił Zbrojnych, marszałek Edward Śmigły-Rydz podporządkował 14 DP pod względem operacyjnym gen. dyw. Tadeuszowi Kutrzebie, inspektorowi armii wyznaczonemu na stanowisko dowódcy Armii „Poznań”.
Na początku czerwca 1939 dowódca armii podporządkował: 7 pułk strzelców konnych dowódcy 14 DP, a 55 pp dowódcy Wielkopolskiej BK.
Dowódca piechoty dywizyjnej, płk dypl. Władysław Zubosz-Kaliński został wyznaczony na stanowisko dowódcy 13 DP.

## Dywizja w kampanii wrześniowej

### Mobilizacja
24-27 sierpnia 1939 14 DP przeprowadziła mobilizację. Zgodnie z planem mobilizacyjnym „W” wystawiono wszystkie, przewidziane etatem, dywizyjne pododdziały broni i służb:
- Dowództwo 14 DP zmobilizowało:
  - sąd polowy nr 14,
- 57 pp Wlkp. zmobilizował:
  - 71 kompania karabinów maszynowych przeciwlotniczych typ B,
  - 71 kompania kolarzy,
  - 171 kompania asystencyjna,
  - batalion marszowy 55 pp,
  - batalion marszowy 57 pp Wlkp.,
  - uzupełnienie marszowe 71 kompanii kolarzy,
- 58 pp Wlkp. zmobilizował:
  - 6 batalion strzelców,
  - 71 samodzielna kompania karabinów maszynowych i broni towarzyszącej,
  - 72 kompania karabinów maszynowych i broni towarzyszącej,
  - 703 kolumna taborowa parokonna,
  - batalion marszowy 58 pp Wlkp.,
  - uzupełnienie marszowe 71 samodzielnej kompanii karabinów maszynowych i broni towarzyszącej,
  - ośrodek zapasowy 14 DP w Kutnie i Łęczycy,
- Komenda Rejonu Przysposobienia Wojskowego Konnego w Poznaniu i 15 pułk Ułanów Poznańskich zmobilizował:
  - 14 szwadron kawalerii dywizyjnej,
- 14 pal Wlkp. zmobilizował:
  - 14 samodzielny patrol meteorologiczny,
  - 701 pluton parkowy uzbrojenia,
  - 704 kolumna taborowa parokonna,
  - 701 warsztat taborowy parokonny,
- 7 pułk artylerii ciężkiej Wielkopolskiej w Poznaniu zmobilizował m.in.:
  - 14 dywizjon artylerii ciężkiej typ II z 14 plutonem taborowym,
- 7 dywizjon artylerii przeciwlotniczej w Poznaniu zmobilizował m.in.:
  - 14 bateria przeciwlotnicza motorowa typ A,
- 7 batalion saperów Wielkopolskich w Poznaniu zmobilizował m.in.:
  - 14 batalion saperów typ IIa (kolumna saperów bez plutonu mostowego),
- kompania łączności 14 Dywizji Piechoty w Poznaniu zmobilizowała:
  - pluton łączności Kwatery Głównej 14 DP,
  - kompania telefoniczna 14 DP,
  - pluton radio 14 DP,
  - drużyna parkowa łączności 14 DP,
  - stacja radiotelegraficzna nr 4 typ II,
- 7 dywizjon żandarmerii w Poznaniu zmobilizował m.in.:
  - pluton pieszy żandarmerii nr 14,
- kadra 7 dywizjonu taborów w Koninie zmobilizowała m.in.:
  - 705 kolumnę taborowa parokonna,
  - 706 kolumnę taborowa parokonna,
  - 707 kolumnę taborowa parokonna,
  - 708 kolumnę taborowa parokonna,
  - 71 kolumnę sanitarna konną,
  - 701 dowództwo grupy marszowej służb typ II,
  - 702 dowództwo grupy marszowej służb typ II,
- 7 Szpital Okręgowy w Poznaniu zmobilizował m.in.:
  - 701 kompanię sanitarną,
  - 701 szpital polowy,
  - 701 zespół przeciwgazowy,
  - 701 polową kolumnę dezynfekcyjno-kąpielową,
  - 701 polową pracownię bakteriologiczno-chemiczną,
  - 701 polową pracownię dentystyczną,
- składnica materiału intendenckiego nr 7 w Poznaniu zmobilizowała m.in.:
  - 701 park intendentury typ I,
- Urząd Pocztowo-Telegraficzny w Łodzi zmobilizował:
  - pocztę polowa KG 14 DP nr 154,
- Szkoła Podoficerów Piechoty dla Małoletnich nr 2 w Śremie zmobilizowała:
  - 701 kolumnę taborową parokonną,
  - 702 kolumnę taborową parokonną.

### Działania bojowe w kampanii wrześniowej
Dywizja weszła w skład Armii „Poznań” i otrzymała zadanie obrony Poznania, a później obrony linii Kruszwica–Warta. W pierwszych dwóch dniach wojny dywizja znajdowała się na odcinku obrony miasta. W nocy z 2 na 3 września dywizję przerzucono w rejon Swarzędza. 6 września stała między Skulskiem a Policami. Dzień później po osiągnięciu Brdowa została zbombardowana, jednakże bez strat. Wieczorem pomaszerowała do lasów na zachód od Krośniewic. 8 września w składzie GO „Koło” dowodzonej przez gen. Edmunda Knolla-Kownackiego zajmowała pozycje wyjściowe w rejonie Strzegocin – Rybie – Bielany, aby następnego dnia wziąć udział w bitwie nad Bzurą, uderzając na Piątek. Następnego dnia wieczorem ruszył szturm. Przełamano opór niemiecki na linii Czarne Pole – Goślub – Piekary. 10 września w południe zdobyto Piątek. W trakcie tych walk został ranny dowódca niemieckiej 30 DP, gen. Kurt von Briesen, a wówczas jego zastępca zarządził odwrót. Oddziały 14 DP posuwały się dalej w walkach po osi Mąkolice – Stryków i do wieczora 12 września osiągnęły linię na południe od Warszawy. Niestety nie mogły posuwać naprzód, ponieważ w decydującym momencie ustało wsparcie ogniowe ze strony 7 dac, którego sztab został rozbity we wsi Mąkolice. W rezultacie w rejonie wsi Pludwiny i Woli Błędowej natarcie dywizji zostało zatrzymane. 12 września 57 pp wsparł Wielkopolską Brygadę Kawalerii podczas nieudanego natarcia na Głowno.
Późnym wieczorem 12 września dywizja otrzymała rozkaz wycofania się. Pragnąc w maksymalnym stopniu wykorzystać ciemności, natychmiast przerwano przygotowania do natarcia i zaczęto pospiesznie organizować odwrót. Dowódca dywizji nakazał odwodowemu 57 pp bez I batalionu, z II/14 pal przejść na południe od Młogoszyna, utworzyć przyczółek i utrzymać przeprawę do chwili przejścia pozostałych oddziałów na północny brzeg rzeki. Artyleria ogólna miała zająć stanowiska na północ od Młogoszyna i być gotowa do wsparcia. Pozostałe pułki miały odskoczyć do Woli Mąkolskiej, a stamtąd odejść przez Piątek – Młogoszyn za Bzurę. Przemarsz 57, 58 pp oraz gros artylerii odbył się stosunkowo szybko i sprawnie. Pod osłoną porannej mgły siły te dotarły do wyznaczonych im rejonów. Jedynie 55 pp i I/14 pal maszerował jeszcze w godzinach dopołudniowych następnego dnia. W czasie przeprawy przez rzekę dopadło go lotnictwo bombowe nieprzyjaciela. Na wyznaczone miejsce przybył dopiero między godz. 14.00 a 15.00.
Wczesnym popołudniem 14 DP była ugrupowana następująco:
- 55 pp z 1I/14 pal stał w rejonie Krzyżanówek – Pawłowice– folwark Jagniątki ,
- 58 pp znajdował się w rejonie Stefanów – Młogoszyn – Micin,
- 57 pp (bez I batalionu) bronił przyczółka dwór Pęcławice – Górki Pęcławskie – Włostowice,
- reszta artylerii rozwinięta była na północ od Młogoszyna w celu wsparcia obrońców przyczółka,
- kawaleria dywizyjna rozlokowała się w Łękach Kościelnych,
- 72 kompania czołgów rozpoznawczych – w rejonie Krzyżanówka,
- dowództwo dywizji – w Krzyżanowie.

Rozkazem dowódcy GO gen. Knolla-Kownackiego z 13 września 14 DP otrzymała zadanie przegrupowania gros sił do rejonu Dębowa Góra–Bąków–Bogoria, a 58 pp przesunąć na wschód i obsadzić nim Bzurę od Woli Kałkowej do Strugienic. Nad Bzurą od Urzecza do Strugienic stał już jej I batalion 57 pp z 4 baterią 14 pal, walczący uprzednio pod rozkazami gen. Abrahama.
Po ukończeniu przemarszu, przyczółek w rejonie Młogoszyna uległ likwidacji, a II i III/57 pp wycofały się za Bzurę. Pozostałe oddziały wypoczywały i uzupełniały straty. Po południu gen. Wład otrzymał z grupy operacyjnej zarządzenie wstępne do nocnego marszu. Zabezpieczający przeprawy w Młogoszynie i Orłowie 58 pp, po zluzowaniu przez oddziały 17 DP, miał przesunąć się na wschód i zorganizować obronę na Bzurze w pasie: granica zachodnia folwark Gosławice – Garbów – Stradzew, granica wschodnia Strugienice – Bochen. Wieczorem 14 DP rozpoczęło marsz. Dopiero przed południem następnego dnia gros 14 DP osiągnęło wyznaczony rejon: dowództwo – Tomczyce, 55 pp z I/14 pal rejon Dębowa Góra – Zakrzew – Wewierz – Emilianów, 57 pp (bez I batalionu) i II/14 pal (bez 4 baterii) Bogoria – Bąków. 58 pp około 6.00 został zluzowany przez 70 pp i przesunął się na wschód, obsadzając Bzurę rejonie Woli Kalkowej i Soboty. Na wschód od 58 pp aż do Strugienic przejść przez Bzurę strzegł I/57 pp z 4 baterią 14 pal.
14 września gen. Knoll-Kownacki nakazał dywizji przyjęcie ugrupowania przeciwpancernego. W związku z tym gen. Wład polecił 57 pp przesunąć się nad Słudwię do rejonu Szymanowice – Jackowice – Zduny Kościelne i zorganizować ubezpieczenie przeciwpancerne dywizji od wschodu, oddziałowi rozpoznawczemu dokonać rozpoznania terenu na wschód od Słudwi w ogólnym kierunku na Sochaczew, 55 pp przejść do rejonu Bąków – Bogoria i zająć stanowiska ogniowe frontem na wschód. Wieczorem oddziały znajdowały się na wyznaczonych miejscach. W tym samym czasie z dowództwa grupy operacyjnej nadszedł rozkaz dalszego marszu na wschód do rejonu Chąśno – Błędów – Mastki – Wyborów. W osłonie nad Bzurą pozostać miał oddział wydzielony „Sobota” w składzie: 58 pp z III/14 pal, podlegający bezpośrednio gen. Knollowi-Kownackiemu. W nocy 14 DP ruszyło dalej na wschód. Około 10.15 września oddziały znalazły się na wyznaczonych miejscach: pododdziały rozpoznawcze w rejonie Wicie, 57 pp w rejonie Błędów – Chąśno, 55 pp w rejonie Chąśno II – Mastki – Wyborów, dowództwo dywizji i oddziały specjalne w Złakowie Kościelnym.
Dowódca oddziału wydzielonego „Sobota”, ppłk Stanisław Tomiak, zdecydował się bronić wyznaczonego odcinka dwoma batalionami, głównie przeprawy w Sobocie, zachowując jeden batalion w odwodzie. Pododcinek „Sobota” obsadził III/58 pp, pododcinek „Wola Kalkowa” obsadził II/58 pp. Odwód stanowiła pozostałość 58 pp. Artyleria rozmieszczona w rejonie Kościuszek przygotowana była do bezpośredniego wsparcia pododcinka „Sobota” jedną baterią, na całym odcinku dwiema bateriami.
15 września z powodu przemęczenia żołnierzy gen. Wład postanowił rozpocząć marsz na wschód dopiero o zmroku. 57 pp miał maszerować w dwóch kolumnach po osi Błędów–Litynek–Emilianów, osiągnąć las Emilianów i przygotować się do działania w stronę Bzury. 55 pp miał maszerować po osi Chąśno–Karnków–Wicie–dwór Jeziorko–Szwarocin do rejonu Erminów–Bronisławy–Szwarocin. W czasie marszu dowódca III batalionu 57 pp dowiedział się, że już po południu Niemcy zajęli las Emilianów. Meldunek o obecności Niemców w lesie Emilianów natychmiast przekazano do dowództwa pułku i dywizji. Około 23.00 ubezpieczenia 57 pp dotarły do szosy Jeziorko – Gągolin. Tu zastępujący dowódcę pułku, mjr Leszek Lubicz-Nycz rozkazał uderzyć na Niemców znajdujących się w lesie i pobliskich miejscowościach. Około 24.00 II/57 pp uchwycił Emilianów, III/57 pp Jeziorko i maszerował do dworu Złota. Niemcy znajdowali się w Bronisławach i trzymali skraj lasu Emilianów.
W nocy dowódcy 57 pp i 18 pp postanowili wspólnie uderzyć na Las Emilianów. Uzgodnili, że 18 pp uderzy na las od południa, a 55 pp od zachodu.
Maszerując wyznaczoną trasą III batalion 55 pp natknął się w rejonie Konstantynów – Bronisławy na nieprzyjaciela. Natarcie na Bronisławy zakończyło się niepowodzeniem. Straty wynosiły około 60% stanu. Ciężko ranny został dowódca batalionu, ppłk Roman Jabłoński. Pozostałe siły 55 pp przybyły na miejsce bez większych przeszkód.
Obecność Niemców na zachód od Bzury oznaczała, że 14 DP nie będzie w stanie o świcie 16 września przystąpić do forsowania rzeki. Podstawa wyjściowa natarcia była bowiem w rękach przeciwnika i najpierw należało ją wywalczyć.
Nad ranem 17 września 14 DP wyruszyła do rejonu koncentracji pod Iłowem i Budami Starymi. Dywizja próbowała przejść przez Bzurę do Puszczy Kampinoskiej, lecz nie mogła tego dokonać. 18 września próbowała zorganizować obronę Białej Góry. Po śmierci dowódcy dywizja jako całość przestała istnieć. Oddziały na własną rękę próbowały przejść Bzurę i ukryć się w Puszczy Kampinoskiej. Udało się to tylko nielicznym. 19 września pod Palmirami zebrały się resztki dywizji. Następnie przebiły się do Warszawy. Tam wzmocniły 15 DP i 25 DP i walczyły w obronie stolicy do kapitulacji 28 września.
Ośrodek Zapasowy dywizji zlokalizowano w najbliższej okolicy Kutna. Na skutek postępów wojsk niemieckich został on ewakuowany na wschód. Do Warszawy ośrodek dotarł z dużymi kłopotami ponieważ kolumny marszowe zostały zaskoczone przez oddziały niemieckie podchodzące do Warszawy od strony Pruszkowa i Błonia. Bałagan panujący w stolicy spowodował, że kolumny poszły w rozsypkę i już nie zebrały się w całości mimo obowiązującego miejsca zbiórki w Garwolinie. Ostatecznie gros ośrodka przedostał się przez Mińsk Mazowiecki i Radzyń Podlaski do Kowla, gdzie uległ demobilizacji na wieść o agresji sowieckiej 17 września. Część żołnierzy skierowała się na zachód i po walkach nad Wieprzem w rejonie Łęcznej i Lublina dołączyła w końcu do SGO „Polesie”. Do kapitulacji grupy walczyła w jej składzie w rejonie Kocka.

### Organizacja wojenna dywizji we wrześniu 1939

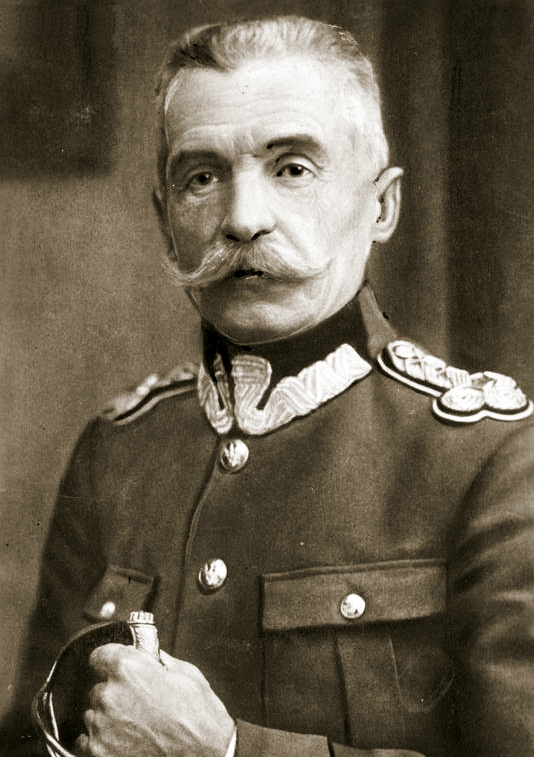
Filip Stanisław Dubiski

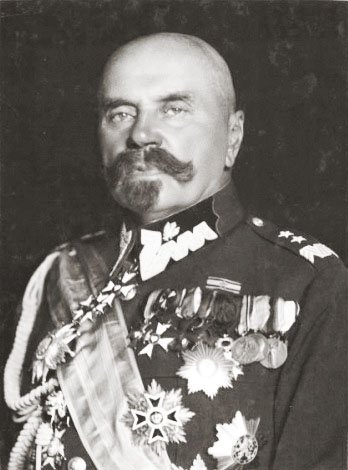
Daniel Konarzewski

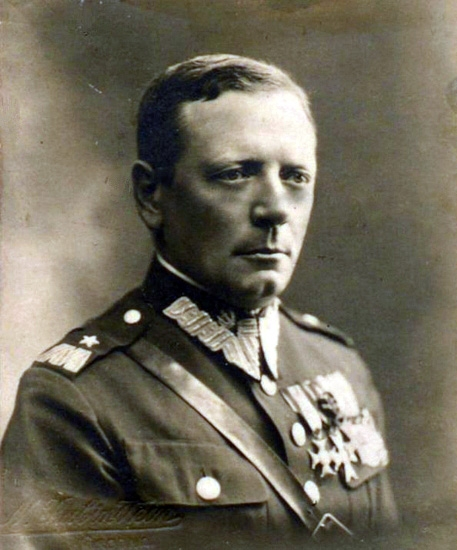
Franciszek Kleeberg

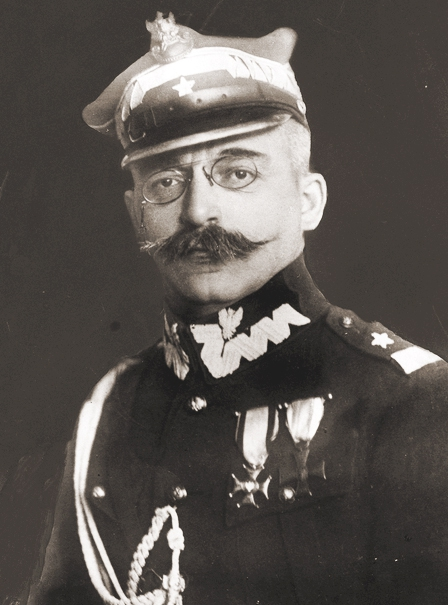
Anatol Kędzierski

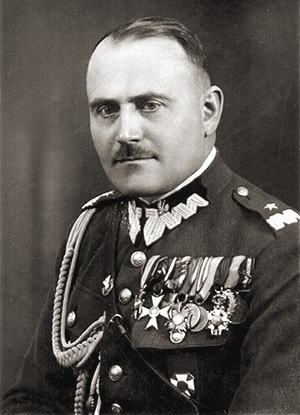
Franciszek Wład

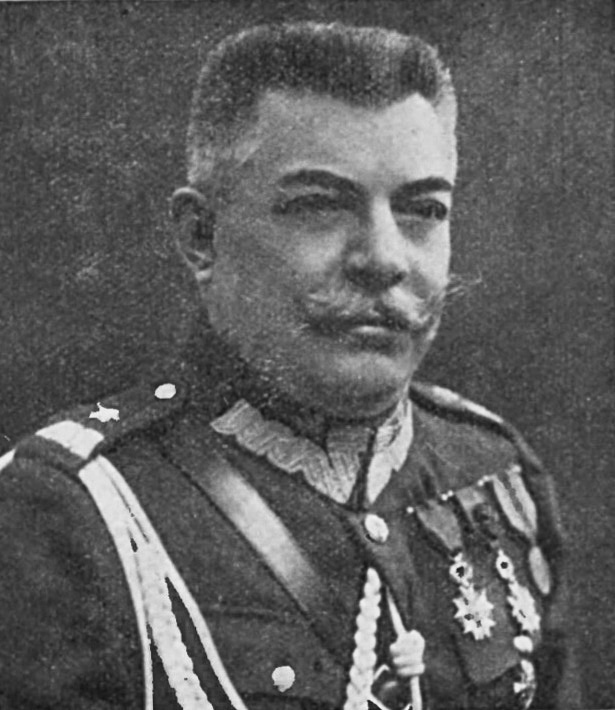
Aleksander Załęski

Władysław Bortnowski

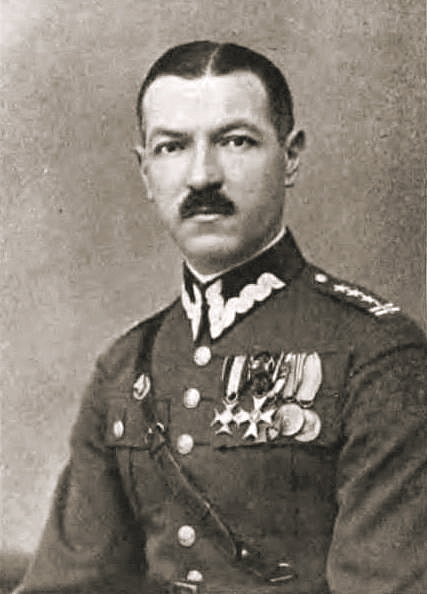
Franciszek Alter

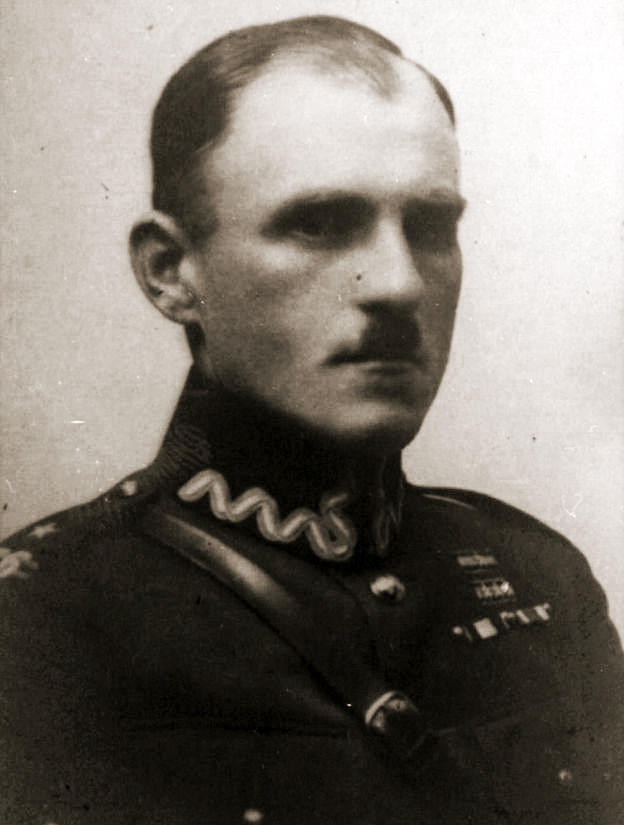
Władysław Kaliński

- Kwatera Główna 14 Dywizji Piechoty
- 55 pułk piechoty
- 57 pułk piechoty
- 58 pułk piechoty
- 14 pułk artylerii lekkiej
- 14 dywizjon artylerii ciężkiej
- 14 batalion saperów
- bateria artylerii przeciwlotniczej motorowej typ A
  - dowódca baterii – kpt. Stanisław Zaleski
  - dowódca I plutonu ogniowego – ppor. rez. Jan Szczepaniec
  - dowódca II plutonu ogniowego – kpr. pchor. rez. Tadeusz Andersz
  - dowódca III plutonu ogniowego – ppor. rez. Adam Bugzel
  - dowódca IV plutonu ognmiowego – ppor. rez. Marian Gadziński
  - szef baterii – ogn. Stanisław Pawlaczyk
- szwadron kawalerii dywizyjnej nr 14 – mjr kaw. Mieczysław Józef Żniński
- kompania kolarzy nr 71 – por. Paweł Jasiński
- samodzielna kompania karabinów maszynowych i broni towarzyszącej nr 71 – por. Paweł Leński
- kompania telefoniczna 14 DP
- pluton łączności Kwatery Głównej 14 DP
- pluton radio 14 DP
- drużyna parkowa łączności 14 DP
- kompania sanitarna nr 701 – kpt. lek. dr Antoni Tomasz Jurasz
- szpital polowy nr 701 – mjr lek. dr Kazimierz Fritz
- Sąd Polowy nr 14[a]
  - szef sądu – ppłk aud. Władysław Mirzyński
  - sędzia – por. rez. aud. Tadeusz Solecki
  - sędzia – ppor. rez. aud. Józef Nowicki
  - ławnik – mjr wet. Połomski
  - ławnik – Feliks Piwakowski

- Ośrodek Zapasowy 14 DP w Strzelcach k. Kutna[b]
  - dowódca ośrodka – ppłk Józef Kokoszka
  - dowódca batalionu nadwyżek 55 pp – mjr Franciszek Borkowski
  - dowódca batalionu nadwyżek 57 pp – mjr Adam Solski
  - dowódca batalionu nadwyżek 58 pp – mjr Jan Jankowski

## Obsada personalna dowództwa dywizji
Dowódcy dywizji
- gen. por. Filip Stanisław Dubiski (I – IX 1919)
- gen. ppor. Daniel Konarzewski (IX 1919 –)
- gen. por. Karol Schubert (VII 1921 – X 1922)
- płk SG Franciszek Kleeberg (1 I 1923 – V 1924)
- gen. bryg. Anatol Kędzierski (1 VI 1924[20] – X 1930)
- gen. bryg. Franciszek Seweryn Wład (X 1930 – IX 1939)

Dowódcy piechoty dywizyjnej
- gen. ppor. Michał Milewski (11 VI[c]– 1 VIII 1919)
- płk piech. Aleksander Jan Załęski
- płk SG Franciszek Kleeberg (p.o. X 1922 – V 1924)
- gen. bryg. Józef Kalicki (3 XII 1924[d] – III 1927)
- płk Jan Branicki (19 III 1927[21] – II 1928)
- płk Władysław Grabowski (II 1928[22] – † 29 IV 1930)
- płk dypl. Władysław Bortnowski (VI – X 1930)
- płk Franciszek Alter (I 1931 – XI 1932 i VIII 1933 – X 1935)
- płk dypl. Władysław Kaliński (1936–1939)
- płk Mieczysław Łukowski (1939)[23]

Szefowie sztabu
- kpt. piech Jan Berlinerblau-Prot (podczas wojny polsko-bolszewickiej 1920)
- ppłk p.d. SG piech. Marian Czerniewski (do 2 XI 1923)
- mjr / ppłk SG kaw. dr Stanisław Rostworowski (15 X 1924 – 11 X 1926)
- mjr SG art. Wiktor Alojzy Jakubowski (11 X 1926 – 24 VII 1928)
- mjr dypl. piech. Stefan Julian Szlaszewski (24 VII 1928 – 23 XII 1929)
- mjr dypl. piech. Franciszek Węgrzyn (23 XII 1929 – 23 X 1931)
- mjr dypl. piech. Beniamin Piotr Kotarba (23 X 1931 – 7 VI 1934)
- mjr dypl. piech. Paweł Piotr Antoni Oktawian Zagórowski (7 VI – 31 X 1934)
- mjr / ppłk dypl. piech. Wilhelm Władysław Heinrich (1 XI 1934 – X 1935 → Sztab Główny)
- mjr / ppłk dypl. piech. Jan Kobylański (X 1935 – 1939)

### Obsada personalna w 1939 roku
Ostatnia „pokojowa” obsada personalna dowództwa dywizji

| Stanowisko                    | Stopień, imię i nazwisko              |
| ----------------------------- | ------------------------------------- |
| dowódca dywizji               | gen. bryg. Franciszek Seweryn Wład    |
| I dowódca piechoty dywizyjnej | płk dypl. Władysław Kaliński          |
| szef sztabu                   | ppłk dypl. Jan Kobylański             |
| I oficer sztabu               | kpt. dypl. art. Janusz Kodrębski      |
| I oficer sztabu (dubler)      | kpt. dypl. Zygmunt Wirgiliusz Węgorek |
| II oficer sztabu              | kpt. art. Leon Kazimierz Horodyski    |
| komendant rejonu PW konnego   | mjr kaw. Mieczysław Józef Żniński     |
| dowódca łączności             | mjr łączn. Ignacy Mreła               |
| oficer taborowy               | kpt. tab. Jan Szklarek                |
| oficer intendentury           | kpt. int. Józef Klauzner              |

Obsada personalna Kwatery Głównej we wrześniu 1939
- dowódca dywizji – gen. bryg. Franciszek Seweryn Wład
- dowódca piechoty dywizyjnej – płk Mieczysław Łukoski
- dowódca artylerii dywizyjnej – płk art. Zygmunt Kazimierz Karasiński
- dowódca saperów[f] – mjr Henryk Kosicki
- dowódca kawalerii dywizyjnej – mjr Mieczysław Żniński
- szef służby sprawiedliwości – ppłk aud. Władysław Mirzyński
- szef sztabu – ppłk dypl. Jan Kobylański
- oficer operacyjny – por. dypl. piech. Zygmunt Zawadzki
- oficer informacyjny – kpt. Hubert (Maciej?) Maculewicz
- dowódca łączności – mjr Ignacy Mreła
- kierownik kancelarii – chor. Stefan Kaźmierczak[25]
- komendant kwatery głównej – mjr Zakrzewski
- kwatermistrz – kpt. dypl. Janusz Kodrębski
- pomocnik – kpt. Ignacy Szor
- dowódca żandarmerii – ppor. rez. Antoni Bryniarski
- dowódca taborów – ppor. rez. Jan Modzelewski
- szef służby uzbrojenia – kpt. Feliks Piwakowski
- szef intendentury – kpt. Józef Klauzner
- szef służby zdrowia – mjr dr Zygmunt Piechurski
- szef służby duszpasterstwa rzymskokatolickiego – ks. Franciszek Dymarski

### Żołnierze Dywizji (w tym OZ) – ofiary zbrodni katyńskiej
Biogramy zamordowanych znajdują się na stronie internetowej Muzeum Katyńskiego
| Nazwisko i imię       | stopień              | zawód              | miejsce pracy przed mobilizacją     | zamordowany |
| --------------------- | -------------------- | ------------------ | ----------------------------------- | ----------- |
| Kaźmirowski Marian    | podporucznik rezerwy | urzędnik           | Urząd Pocztowy w Kościanie          | Katyń       |
| Kużdowicz Julian      | podporucznik rezerwy | prawnik            | sędzia Sądu Grodzkiego w Zbąszyniu  | Katyń       |
| Ratajczak Ludwik      | podporucznik rezerwy | nauczyciel         | Szkoła Powszechna w Pamiątkowie     | Katyń       |
| Ratajczak Władysław   | podporucznik rezerwy | prawnik            |                                     | Katyń       |
| Rutyński Bolesław     | kapitan rezerwy      | prawnik            | Prokuratura Generalna w Poznaniu    | Katyń       |
| Rzepka Józef          | podporucznik rezerwy | nauczyciel         | Szkoła Powszechna w Zglińcu         | Katyń       |
| Rzeźniczek Adolf      | podporucznik rezerwy | technik budowlany  | pracował w Chorzowie                | Katyń       |
| Skrzypnik Stanisław   | podporucznik rezerwy | architekt          |                                     | Katyń       |
| Słomiński Franciszek  | podporucznik rezerwy | prawnik            |                                     | Katyń       |
| Smoleński Wacław      | podporucznik rezerwy |                    | Urząd Skarbowy w Mogilnie           | Katyń       |
| Starkowski Stefan     | podporucznik rezerwy |                    | cukrownia w?                        | Katyń       |
| Stolzmann Józef       | podporucznik rezerwy | chemik, mgr        |                                     | Katyń       |
| Stube Alfons          | podporucznik rezerwy | inżynier leśnictwa | dyr. Pagedu w Poznaniu              | Katyń       |
| Sypniewski Marian     | porucznik rezerwy    | nauczyciel         | szkoła w Pobiedziskach              | Katyń       |
| Szmagier Jan          | podporucznik rezerwy | nauczyciel         | DOK nr VII                          | Katyń       |
| Szwedek Antoni        | podporucznik rezerwy | technik meliorant  |                                     | Katyń       |
| Szymański Kazimierz   | podporucznik rezerwy | nauczyciel         | kier. szkoły w Pecnie               | Katyń       |
| Śniady Franciszek     | podporucznik rezerwy |                    | Urząd Skarbowy w Rawiczu            | Katyń       |
| Trąbała Franciszek    | podporucznik rezerwy | nauczyciel         | kier. Szkoły Powszechnej w Ostrowie | Katyń       |
| Widdeniek Ferdynand   | podporucznik rezerwy | prawnik            | Urząd Celny w Gdyni                 | Katyń       |
| Wielebiński Władysław | podporucznik rezerwy | leśnik             | Dyr. Lasów Państwowych w Białowieży | Katyń       |
| Wójcikiewicz Zbigniew | podporucznik rezerwy |                    | Izba Skarbowa w Poznaniu            | Katyń       |
| Zbijewski Jan         | podporucznik rezerwy | żołnierz zawodowy  |                                     | Katyń       |
| Żak Władysław         | podporucznik rezerwy | nauczyciel         | kier. Szkoły Powszechnej w Wyskoci  | Katyń       |
| Kołowrocki Zygmunt    | podporucznik rezerwy | nauczyciel         | szkoła w Słupi Kapitulnej           | Charków     |
| Kostrzewski Alfons    | porucznik rezerwy    | nauczyciel         | kier. Szkoły Powszechnej w Dłużynie | Charków     |
| Umiński Henryk        | kapitan              | żołnierz zawodowy  |                                     | Charków     |

## W literaturze
Działalność 14 Wielkopolskiej Dywizji Piechoty w 1919 roku w Bobrujsku została opisana w powieści Nadberezyńcy Floriana Czarnyszewicza.